# Фалиш
Фалиш (укр. Фалиш) — село в Моршинской городской общине Стрыйского района Львовской области Украины.
Население по переписи 2001 года составляло 741 человек. Занимает площадь 6,37 км². Почтовый индекс — 82464. Телефонный код — 3245.

## Известные уроженцы
- Биберовичева, Иванна Антоновна (1861—1937) — известная украинская актриса.